# ساب شيمونو
ساب شيمونو (بالإنجليزية: Sab Shimono)‏ هو ممثل أمريكي، ولد في 31 يوليو 1943 في الولايات المتحدة.

## أعمال

### أفلام
- (1993) سلاحف النينجا 3[5][6]
- (1995) عالم الماء[7][8]

### مسلسلات
- ذا والتونز
- رجال ماد
- رجلان ونصف
- سلاحف النينجا
- فرقة العدالة
- هاواي فايف أو

## وصلات خارجية
- ساب شيمونو على موقع IMDb (الإنجليزية)
- ساب شيمونو على موقع ألو سيني (الفرنسية)
- ساب شيمونو على موقع ميوزك برينز (الإنجليزية)
- ساب شيمونو على موقع أول موفي (الإنجليزية)
- ساب شيمونو على موقع قاعدة بيانات برودواي على الإنترنت (الإنجليزية)
- ساب شيمونو على موقع قاعدة بيانات الأفلام السويدية (السويدية)
- ساب شيمونو على موقع ديسكوغز (الإنجليزية)
- ساب شيمونو على موقع قاعدة بيانات الفيلم (الإنجليزية)
- ساب شيمونو على موقع كينوبويسك (الروسية)